# Шаблыкин, Юрий Михайлович
Шаблыкин Юрий Михайлович (31 октября 1932, Ленинград) — советский живописец, монументалист, реставратор, педагог, член Санкт-Петербургского Союза художников (до 1992 года — Ленинградской организации Союза художников РСФСР).

## Биография
Шаблыкин Юрий Михайлович родился 31 октября 1932 года в Ленинграде. В 1948—1955 учился в ленинградском Высшем художественно-промышленном училище имени В. И. Мухиной на отделении монументально-декоративной живописи. Занимался у Василия Ушакова, Глеба Савинова, Ивана Степашкина, Кирилла Иогансена, Лидии Островой. В 1955 окончил ЛВХПУ, представив дипломную работу — панно «Пионерский костёр» для кинотеатра «Родина» в Ленинграде.
С 1955 года участвовал в выставках, экспонируя свои работы вместе с произведениями ведущих мастеров изобразительного искусства Ленинграда. Писал преимущественно северные пейзажи, а также натюрморты, реже — портреты и жанровые композиции. Работал в технике станковой и монументальной живописи, занимался реставрацией станковой и монументальной живописи. В 1960 году был принят в члены Ленинградского Союза художников. В 1955—1959 годах работал художником-реставратором в Государственном Эрмитаже. В конце 1950-х и в 1960-е годы преподавал на кафедре общей живописи ЛВХПУ имени В. И. Мухиной. Персональные выставки произведений Шаблыкина были показаны в Ленинграде (1976) и Няндоме (1986).
Ведущей темой творчества Шаблыкина является природа и мир северной русской деревни. Автор пишет работы, в основном, по памяти, создавая живописно-пластический эквивалент своему глубоко личному восприятию природы. Здесь художник нашёл как свои мотивы, так и особую серебристую цветовую гамму, составляющую своеобразие колорита тех мест и ставшую особенностью его живописи. Среди произведений, созданных художником, картины «Камыши» (1955), «Адмиралтейство» (1956), «Домик, освещённый солнцем» (1957), «На лесобирже», «Лодки на берегу», «На лесосплаве. Архангельск» (все 1959), «Берег Шожмы. Апрель», «На полустанке», «Порт ночью», «Северодвинский затон» (все 1960), «На полустанке», «Река Шожма» (обе 1961), «На Северной Двине» (1964), «На станции» (1975), «Недалеко от Сухоны» (1976), «Вертолёт прилетел», «Вечер в Шожме» (обе 1977), «Перед заходом солнца», «У моста» (обе 1978), «Кимры», «Мост через Шожму» (обе 1979), «Ранняя весна» (1980), «Голубая Няндома» (1983), «Чай с малиной», «Последняя морошка», «Новогодняя ночь в мастерской» (все 1986) и другие.
Произведения Юрия Михайловича Шаблыкина находятся в музеях и частных собраниях в России, Франции, США, Норвегии, Корее, Германии и других странах.

## Выставки
- 1956 год (Ленинград): Осенняя выставка произведений ленинградских художников.
- 1958 год (Ленинград): Осенняя выставка произведений ленинградских художников.
- 1960 год (Ленинград): Выставка произведений ленинградских художников 1960 года.
- 1960 год (Ленинград): Выставка произведений ленинградских художников.
- 1961 год (Ленинград): Выставка произведений ленинградских художников.
- 1964 год (Ленинград): Ленинград. Зональная выставка.
- 1975 год (Ленинград): Наш современник. Зональная выставка произведений ленинградских художников.
- 1977 год (Ленинград): Выставка произведений ленинградских художников, посвящённая 60-летию Великого Октября.
- 1978 год (Ленинград): Осенняя выставка произведений ленинградских художников.
- 1980 год (Ленинград): Зональная выставка произведений ленинградских художников.
- 1988 год (Ленинград): Выставка произведений живописи художников Российской Федерации "Интерьер и натюрморт".
- Февраль 1991 года (Париж): Выставка «Русские художники».